# Liste des plus grands navires
Cette liste énumère quelques-uns des plus grands navires au monde, classés selon leur longueur hors-tout. En dessous de 350 m de longueur, cette liste n'est pas représentative de la flotte actuelle car les navires atteignant cette taille sont désormais courants. D'autres mesures sont aussi utilisées pour classer les navires, comme le port en lourd pour les cargos, le nombre de passagers pour les paquebots, le déplacement, la jauge, etc.

## De nos jours

L'Harmony of the Seas, le second plus grand navire de croisière au monde après le Symphony of the Seas, tous deux de la classe Oasis of the Seas.

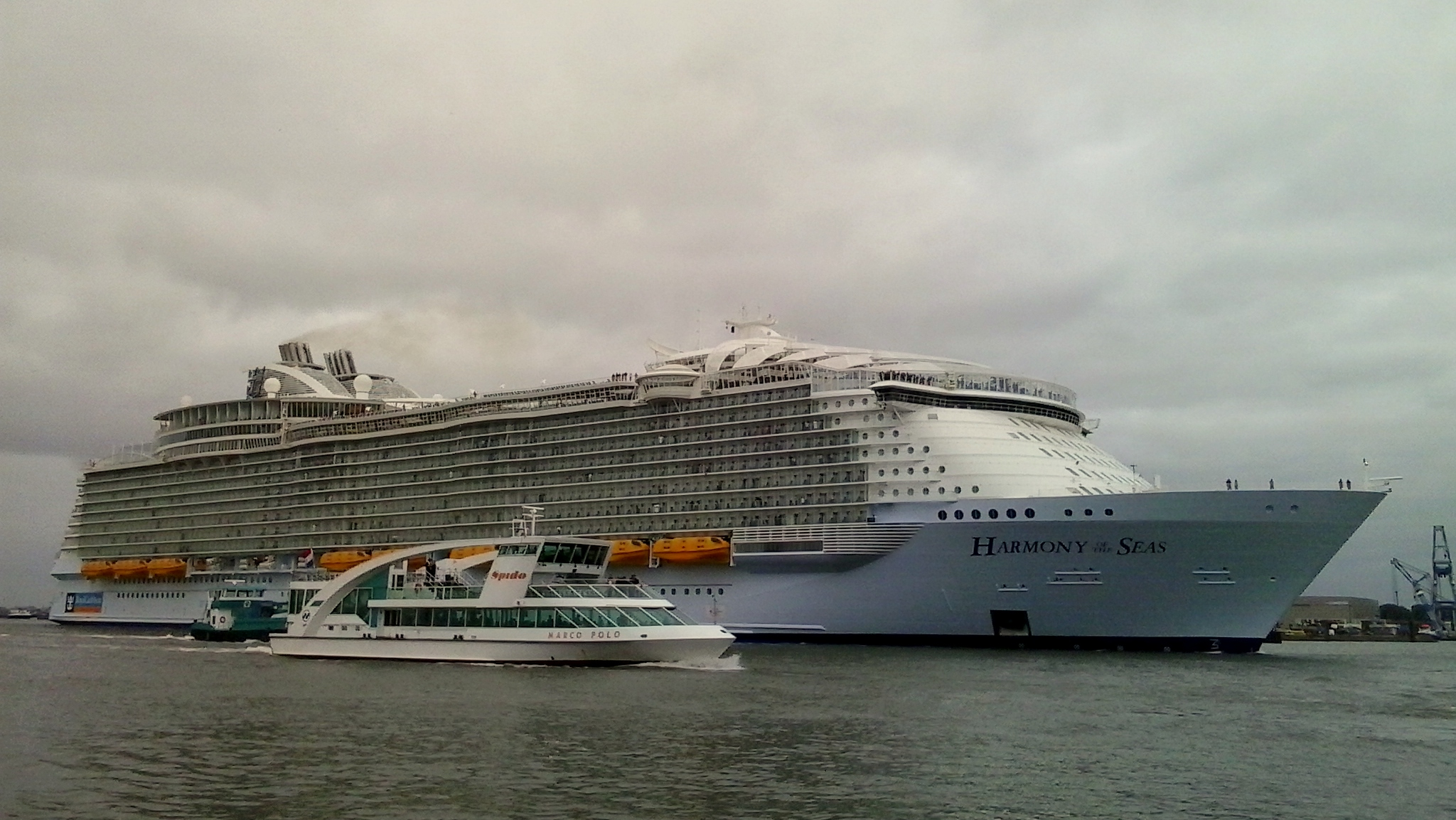

| Nom                                                                                                | Type                      | Longueur (m) | Maître-bau (m) | Vitesse (nœuds) | Construction | Armateur                           | Statut |
| -------------------------------------------------------------------------------------------------- | ------------------------- | ------------ | -------------- | --------------- | ------------ | ---------------------------------- | --- |
| Knock Nevis                                                                                        | Superpétrolier            | 458,45       | 68,86          | 15,8            | 1981         | First Olsen Tankers                | Démoli à Alang (Inde) en 2010                                                                                    |
| Batillus Prairial Bellamya Pierre Guillaumat                                                       | Superpétrolier            | 414          | 63             | 16,7            | 1979         | Seatankers Management              | Démolis entre 1983 et 2003                                                                                       |
| Esso Atlantic Esso Pacific (sister-ships)                                                          | Superpétrolier            | 406          | 71             | 15,5            | 1977         | Esso                               | Démoli en 2002-2003                                                                                              |
| CSCL Globe                                                                                         | Porte-conteneurs          | 400          | 59             | 22              | 2014         | China Shipping Container Lines     | En service |
| CMA CGM Megamax-24                                                                                 | Porte-conteneurs          | 400          | 61             | 18              | 2018         | CMA CGM                            | En service |
| CMA CGM Jacques Saadé                                                                              | Porte-conteneurs          | 399.9        | 61             | 22              | 2020         | CMA CGM                            | En service |
| Mærsk Mc-Kinney Møller CMA CGM Bougainville                                                        | Porte-conteneurs          | 398          | 59 54          | 23              | 2013 2015    | Maersk Line CMA CGM                | En service |
| Emma Mærsk Elly Mærsk Estelle Mærsk Eleonora Mærsk Evelyn Mærsk Ebba Mærsk Edith Mærsk Eugen Mærsk | Porte-conteneurs          | 397          | 56             | 25,5            | 2006 et 2007 | Maersk Line                        | En service |
| CMA CGM Marco Polo CMA CGM Alexander von Humboldt CMA CGM Jacques Cartier CMA CGM Jules Verne      | Porte-conteneurs          | 396          | 53,6           | 24,1            | 2012         | CMA CGM                            | En service |
| MSC Zoe                                                                                            | Porte-conteneurs          | 395,4        | 59,9           | 20              | 2015         | MSC                                | En Service |
| Pioneering Spirit                                                                                  | Offshore                  | 382          | 124            | 14              | 2014         | Allseas                            | En service |
| TI Oceania TI Asia TI Africa TI Europe                                                             | Superpétrolier            | 380          | 68             | 16,5            | 2002         | Overseas Shipping Group            | En service |
| Esso Carribean Esso Mediterranean                                                                  | Superpétrolier            | 378          | 68             | 16,8            | 1976         | Esso                               | Démoli |
| Gudrun Maersk Gerd Maersk autres navires de série S                                                | Porte-conteneurs          | 367          |                | n/a             | 2005-2006    | Maersk Line                        | En service |
| Chevron North America David Packard                                                                | Superpétrolier            | 368          |                | 15,1            | 1977         | Ceres Hellenic                     | Démoli |
| Wonders of the Seas &Icon of the Seas                                                              | Navire de croisière       | 364,75       | 48,77          | 25              | 2021 et 2024 | Royal Caribbean Cruise Line        | En service |
| Symphony of the Seas Classe Oasis of the Seas                                                      | Navire de croisière       | 362,15       | 66             | 25,1            | 2018         | Royal Caribbean Cruise Line        | En service |
| Harmony of the Seas Classe Oasis of the Seas                                                       | Navire de croisière \| \| | 362,12       |                | 23              | 2016         | Royal Caribbean Cruise Line        | En service |
| MS Ore Brasil                                                                                      | Minéralier                | 362          |                |                 | 2011         | DSME, Okpo, Corée du Sud           | En service |
| Vale Beijing                                                                                       | Minéralier                | 361          | 65,6           |                 | 2011         | STX Pan Ocean Co. Ltd.             | En service |
| Oasis of the Seas                                                                                  | Navire de croisière       | 360          | 47             | 22,6            | 2009         | Royal Caribbean Cruise Line        | En service |
| Albert Maersk Anna Maersk autres navires de série S                                                | Porte-conteneurs          | 352          |                | 25              | 2003-2005    | Maersk Line                        | En service |
| Cosco Asia                                                                                         | Porte-conteneurs          | 349          |                | n/a             | 2007         | Cosco Group                        | En service |
| Quantum of the Seas                                                                                | Navire de croisière       | 348          | 41             | 22              | 2014         | Royal Caribbean Cruise Line        | En service |
| Sine Maersk A.P.Møller autres navires de série S                                                   | Porte-conteneurs          | 347          |                | 24,6            | 1997-2002    | Maersk Line                        | En service |
| Queen Mary 2                                                                                       | Paquebot transatlantique  | 345          | 41             | 30              | 2003         | Cunard Line                        | En service |
| Berge Stahl                                                                                        | Vraquier                  | 343          | 63,5           | 13,5            | 1986         | Bergesen                           | En service |
| Freedom of the Seas                                                                                | Navire de croisière       | 339          |                | 21,6            | 2006         | Royal Caribbean                    | En service |
| USS Enterprise (CVN-65)                                                                            | Porte-avions              | 336          | 78             | 33,6            | 1961         | United States Navy                 | En cours de démantèlement                                                                                        |
| MSC Splendida                                                                                      | Navire de croisière       | 333,33       | 37,92          | 21              | 2007         | MSC Croisière                      | En service |
| MSC Preziosa                                                                                       | Navire de croisière       | 333,33       | 37,92          | 21              | 2013         | MSC Croisières                     | En service |
| USS Nimitz (CVN-68) les dix porte-avions de classe Nimitz                                          | Porte-avions              | 333          | 76,8           | 30              | 1975         | United States Navy                 | Tous en service en 2019 (du CVN-68 à 77).                                                                        |
| Emilie Maersk Else Maersk autres navires de série E                                                | Superpétrolier            | 333          |                | 16,6            | 1999-2000    | Maersk Line                        | En service |
| USS Forrestal                                                                                      | Porte-avions              | 326          |                | 34              | 1952-1955    | United States Navy                 | |
| Classe USS Kitty Hawk                                                                              | Porte-avions              | 324          |                | 35              | 1961-1965    | United States Navy                 | |
| OOCL Shenzhen                                                                                      | Porte-conteneurs          | 323          |                | 25,2            | 2003         | OOCL                               | En service |
| MSC Pamela                                                                                         | Porte-conteneurs          | 321          | 45,6           | 25              | 2005         | MSC                                | En service |
| Classe USS John F. Kennedy                                                                         | Porte-avions              | 321          | 77             | 34              | 1967         | United States Navy                 | |
| France, Norway puis Blue Lady                                                                      | Paquebot transatlantique  | 316          | 33,7           | 31              | 1962         | Compagnie générale transatlantique | Démoli en 2009                                                                                                   |
| RMS Queen Elizabeth                                                                                | Paquebot transatlantique  | 314          | 36             | 36              | 1940         | Cunard Line                        | Détruit par un incendie en 1972, dans la baie de Hong Kong                                                       |
| Normandie                                                                                          | Paquebot transatlantique  | 313.75       | 36,4           | 32              | 1935         | Compagnie générale transatlantique | Détruit par un incendie dans le port de New York en février 1942                                                 |
| RMS Queen Mary                                                                                     | Paquebot transatlantique  | 310          | 36,1           | 28,5 à 32,6     | 1936         | Cunard Line                        | Converti en hôtel-restaurant flottant à Long Beach, en Californie                                                |
| Classe Voyager                                                                                     | Navire de croisière       | 309          |                | 22              | 1999-2003    | Royal Caribbean International      | En service |
| Titanic                                                                                            | Paquebot transatlantique  | 269          | 28             | 23 à 24         | 1912         | White Star Line                    | Naufrage dans la nuit du 14 au 15 avril 1912 dans l'océan Atlantique, à la suite d'une collision avec un iceberg |
| Charles de Gaulle                                                                                  | Porte-avions              | 261,5        | 31,5           | 27              | 1994-2001    | Naval Group                        | En service |
| Christobal Colon                                                                                   | Drague à trémie           | 223          |                | 11,3            | 2007         |                                    | En service |
| Tanit (ferry)                                                                                      | Ferry (bateau)            | 212          | 30             | 27,5            | 2011         | Compagnie tunisienne de navigation | En service |
| |                           |              |                |                 |              |                                    | |

## AuXIXesiècle
En 1875 selon le Magasin pittoresque, les six navires considérés comme les plus grands sont les suivants :
1. Great-Eastern, 211 mètres de long et 24 mètres de large, jaugeant 19 000 tonneaux (les dimensions données par cette revue pourraient être exagérées) ;
2. City of Peking, 130 mètres de long sur 15 de large et jaugeant 6 000 tonneaux ;
3. Liguria, 140 mètres de long sur 14, jaugeant 4 800 tonneaux, de la Pacific Steam Navigation Company ;
4. Britannia, 139 mètres sur 13,75, jaugeant 4 800 tonneaux, de la White Star Line ;
5. City of Richmond, 138 mètres sur 13, jaugeant 4 600 tonneaux, de l'Inman Line ;
6. Bothnia, 130 mètres sur 13, jaugeant 4 600 tonneaux, de la Cunard.